# Punto di pareggio

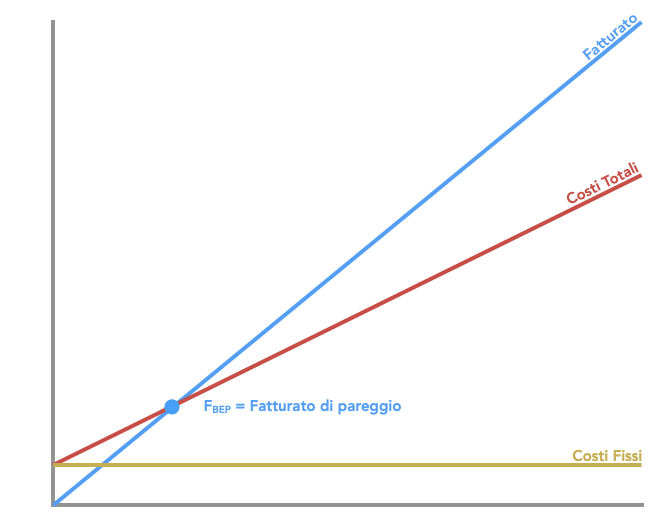
Diagramma di redditività, un grafico ricavi - costi con il relativo punto di pareggio. (F_{BEP})

In economia aziendale il punto di pareggio (break even point o break even, abbreviato in BEP) è un valore che indica la quantità, espressa in volumi di produzione o fatturato, di prodotto venduto necessaria a coprire i costi precedentemente sostenuti, al fine di chiudere il periodo di riferimento senza profitti né perdite.

## Definizione
Una fondamentale distinzione riguarda il tipo di azienda di cui si vuole compiere l'analisi del punto di pareggio. Se l'azienda è monoprodotto la formula del fatturato di pareggio è:
{\displaystyle FBep=P*QBep=P*{CFT \over Mdcu}}
indicando con {\displaystyle P} il prezzo del prodotto e con {\displaystyle QBep} la quantità di produzione venduta necessaria al raggiungimento del pareggio; la {\displaystyle QBep} è pari al rapporto tra il {\displaystyle CFT} che è il totale dei costi fissi sostenuti dall'azienda e il {\displaystyle Mdcu} che è il margine di contribuzione unitario del prodotto, tale margine essendo pari alla differenza tra il prezzo di vendita unitario e i costi variabili unitari del prodotto:
{\displaystyle QBep={\frac {CFT}{(P_{a}-CV_{a})}}}, in riferimento all’unica linea di prodotto {\displaystyle a}.
Per trovare il fatturato di pareggio di un'azienda monoprodotto, quindi, è sufficiente moltiplicare {\displaystyle QBep} per il prezzo del prodotto. 
Vediamo come si calcola il fatturato di pareggio in un'azienda è pluriprodotto. La formula è:
{\displaystyle FBep={CFT \over Mdc\%}}, dove {\displaystyle Mdc\%}è il rapporto fra somma dei {\displaystyle Mdc} di tutte le linee di prodotto e fatturato totale aziendale {\displaystyle F}.

In questo caso, se trovare la quantità di pareggio - da un lato - può sembrare privo di significato in quanto il {\displaystyle Mdc\%} è un margine "ipotetico" di un determinato mix di prodotti, l'utilizzo di prezzi e costi variabili ponderati - dall'altro - consente di pervenire al calcolo del {\displaystyle FBep} seguendo l'analogo metodo adottato per un'azienda monoprodotto. Si ha:
{\displaystyle F=Fatturato\ totale\ aziendale,}{\textstyle CV_{tot}=Costi\ Variabili\ totali,} {\displaystyle P_{n}=Prezzo\ unitario\ per\ la\ linea\ di\ prodotto\ n-esima,}
{\displaystyle CV_{n}=Costo\ Variabile\ unitario\ per\ la\ linea\ di\ prodotto\ n-esima,}{\displaystyle Q_{n}=Quantit{\grave {a}}\ della\ linea\ di\ prodotto\ n-esima,}
{\displaystyle Q_{tot}=Quantit{\grave {a}}\ totale\ prodotta\ (somma\ dei\ prodotti\ di\ tutte\ le\ linee),}{\displaystyle {\bar {P}}=Prezzo\ medio\ ponderato,}
{\displaystyle {\bar {CV}}=Costo\ Variabile\ medio\ ponderato,}{\textstyle {\bar {Mdc}}=Margine\ di\ contribuzione\ medio\ ponderato,}{\textstyle Mdc\%=Mdc/F.}
Perciò:
{\displaystyle F=(P_{1}*Q_{1})+(P_{2}*Q_{2})+...+(P_{n}*Q_{n})}
{\displaystyle CV_{tot}=(CV_{1}*Q_{1})+(CV_{2}*Q_{2})+...+(CV_{n}*Q_{n})}
{\displaystyle F={\bar {P}}*Q_{tot}}
{\displaystyle CV_{tot}={\bar {CV}}*Q_{tot}}
{\displaystyle FBep={\bar {P}}*QBep={\bar {CV}}*QBep+CFT}
{\displaystyle CFT=QBep*({\bar {P}}-{\bar {CV}})}
{\displaystyle QBep={CFT \over ({\bar {P}}-{\bar {CV}})}={CFT \over {\bar {Mdc}}}}
{\displaystyle FBep={\bar {P}}*{CFT \over {\bar {Mdc}}}={{\bar {P}} \over {\bar {Mdc}}}*CFT}
e, poiché {\displaystyle {{\bar {P}} \over {\bar {Mdc}}}={{\bar {P}}*Q_{tot} \over {\bar {Mdc}}*Q_{tot}}={F \over Mdc}}, si conclude:
{\displaystyle FBep=CFT*{F \over Mdc}={CFT \over Mdc\%}}

## Break even analysis
Una volta chiarito che il break even period (o periodo di pareggio) è il periodo di tempo necessario per il recupero dell'esborso iniziale sostenuto nell'esercizio di un'impresa, la relativa formula di calcolo appartiene alla c.d. break even analysis, il metodo che permette di conoscere come modificare i livelli di output per raggiungere il punto di pareggio (in termini sia di periodo sia di fatturato) tra costi e ricavi. Non è un metodo sempre affidabile, in quanto non tiene conto della variabilità dei prezzi, si può applicare solo nel breve periodo, non tiene conto della stagionalità, non è facilmente utilizzabile dalle imprese multiprodotto e infine non include nel calcolo le scorte, pure imprescindibili nel bilancio aziendale. Un limite di affidabilità, inoltre, è costituito dall'assenza di regole di attualizzazione dei flussi finanziari, perciò la break even analysis consente all'impresa di avere un primo indice del successo degli investimenti  con previsioni corrette - non proprio esatte - solo a condizione di trovare applicazione nel breve se non nel brevissimo periodo: per esempio nei casi in cui occorra ottenere una stima immediata dei tempi di rientro, come il caso di investimenti ad elevato rischio di obsolescenza. Inoltre, sempre in riferimento al predetto limite, l'applicazione del metodo dovrebbe essere accompagnata dal ricorso ad altre metodologie di analisi economica e finanziaria (analisi della sensitività, scenari "what-if", ecc.).